# Pteriomorfs
Els pteriomorfs (Pteriomorphia) són una infraclasse de mol·luscs de la classe dels bivalves.

## Taxonomia
Els pteriomorfs inclouen 2.755 espècies en vuit ordres, tres dels quals estan extints:
- Ordre Arcida (= Arcoida)
- Ordre Colpomyida †
- Ordre Cyrtodontida † (= Cyrtodontoida)
- Ordre Limida
- Ordre Myalinida †
- Ordre Mytilida (= Mytiloida)
- Ordre Ostreida (= Ostreoida)
- Ordre Pectinida